# Bernat Capó García
Bernat Capó García (Benisa, España, 29 de febrero de 1928- Benisa, 14 de marzo de 2017) fue un escritor y periodista español.

## Biografía
Participó en muchas empresas culturales, como la fundación del Diario de Valencia o de Noticias al Día, al tiempo que colaboraba con sus escritos a la refundación del País Valenciano, con artículos publicados en El Temps, Saó, Mediterráneo, Levante o los diarios ya mencionados, en los que ha demostrado su ejemplar trayectoria humana y cívica. 
Como escritor estuvo interesado por la cultura popular, tema que trató en libros narrativos, Espigolant el rostoll morisc (1980) o ensayísticos, Costumari valencià (1992-94). En los últimos años recibió homenajes en Benisa, su pueblo, que ha puesto su nombre a la Biblioteca Pública Municipal. En el año 2001 los escritores catalanes le hicieron un homenaje por el conjunto de su obra. La editorial Bullent creó en 1999 el Premio de Cultura Popular Bernat Capó. Fue socio de honor de la Asociación de Escritores en Lengua Catalana.

## Obra

### Novela
- Estampes pobletanes (1978)
- Rèquiem per una amistat (1982)
- El rossinyol del pou d'avall (1984)
- El cant de l'alosa (1986)
- La criminala (1986)
- El marabut arrossaire (1987)
- Cronicó del Sisè (1987)
- El teuladí utòpic (1990)
- On ets, Gigi? (1992)
- Pleniluni (1993)
- De Berdica a Navayork (2008)

### Otros
- Espigolant pel rostoll morisc (1980)
- Costumari valencià (1992–1994)
- "Recordant Fuster". Saó (València), núm. 154, julio-agosto de 1992, pp. 48-49.
- Antología (1997)